# Tatoosh
Le Tatoosh est un yacht de luxe privé de 92 mètres de long (301 pieds), propriété de feu Paul G. Allen, cofondateur de Microsoft, qui possédait également l'Octopus, un autre yacht de 127 m (416 pieds), revendu à l'homme d'affaires suédois Roger Samuelsson.
Le Tatoosh figure parmi les vingt plus grands yachts privés au monde lors de son lancement en l'an 2000. En 2011, il est 32e.

## Histoire
Le Tatoosh a été construit, à l'origine, pour le magnat Craig McCaw (téléphones portables), à Rendsburg en Allemagne par Nobiskrug. Il a été mis à l'eau en juin 2000. Il a été racheté par Paul Allen en 2001 pour un prix de cent millions de dollars. Au décès de Paul Allen, le Tatoosh fait partie des biens de la fondation administrée par sa sœur Jody Allen (en) qui tente depuis sans succès de le revendre, baissant son prix de $125 M à $90 M.

## Aménagements
Les aménagements de Tatoosh incluent :
- cinq plates-formes ;
- 10 cabines ;
- une suite principale ;
- une salle avec une cheminée française en pierre, une salle à manger, des staterooms et un boudoir pour les dames sur le pont principal ;
- une piscine ombragée profonde de 1,6 m, située à l'arrière sur le pont principal sous un surplomb[6] ;
- un cinéma ;
- des équipements pour transporter deux hélicoptères sur les deux plates-formes principales ;
- un hors-bord fait sur commande ;
- un voilier de Hinckley d'environ 12 mètres (40 pieds).